# Rudolf Watzke
Rudolf Watzke (5. dubna 1892 Mimoň – 18. prosince 1972 Wuppertal) byl operní a koncertní zpěvák – basista.
Rudolf Watzke pracoval ve Státní opeře v Berlíně v letech 1924–1928, poté působil jako zpěvák a učitel v Dortmundu. Je považován[kým?] za důležitého oratorního a koncertního zpěváka.

## Život a dílo

### Mládí
Josef Watzke se narodil v Mimoni 5. dubna 1892 v rodině malíře pokojů Josefa Watzkeho a jeho manželky Johanny. Po maturitě na národní a měšťanské škole se naučil řemeslu svého otce, které také praktikoval. Prošel první světovou válkou, kde strávil 2,5 roku v ruském zajetí, a po jejím skončení pokračoval ve svém řemesle jako malíř pokojů. Rád zpíval v práci a nic nenasvědčovalo tomu, že by se měl stát profesionálním pěvcem. Jeho pěvecký talent objevil až hudební ředitel církevního sboru Emil Kühnel, který ho doporučil pro další pěvecký výcvik u významného chorvatského zpěváka Drageho Kreißla – Hauptfelda v Liberci, kde začala Watzkeho pěvecká kariéra. Mladý Rudolf Watzke velmi rychle pochopil své poslání a stal se z něho velmi pilný student.

### Studia
Následovalo studium v Bayreuthu, kde vystudoval s podporou rodiny Siegfrieda Wagnera. Dále studoval zpěv u prof. Karla Kittela a u Bankhorta v Karlsruhe.

### Vystupování
Poprvé veřejně vystoupil na pěveckém festivalu v Bayreuthu v roce 1923 a okamžitě získal angažmá ve státní opeře v Berlíně, kde v letech 1924–1928 vystupoval. V Berlíně bydlel až do roku 1942. Po ukončení angažmá v berlínském divadle v roce 1928 vystupoval již jen jako zpěvák oratorií. Rudolf Watzke se stal prvním rozhlasovým zpěvákem v Berlíně a absolvoval dlouhé pěvecké turné do Skandinávie, Maďarska, Řecka a Bulharska. Vystoupil také ve své rodné Mimoni, jako host na scéně tehdejšího lesního divadla a tam také uspořádal benefiční koncert na podporu zakoupení nových varhan do zdejšího kostela sv. Petra a Pavla. Spolupracoval mezi jiným i s Českou filharmonií. Spoluúčinkoval v Beethovenově Deváté symfonii s Berlínskou filharmonií, pod vedením Wilhlema Furtwänglera, s Tillou Briemem, Elisabeth Höngenovou, Peterem Andersem a sborem Bruna Kittela (vydáno na deskách Vox Turnabout, Classica d'Oro, Hudba a umění, Opus Kura, Tahra, SWF), která byla odehrána v Berlíně na slavnostním večeru 20. dubna 1942 k oslavě Hitlerových narozenin, za přítomnosti Josepha Goebbelse.

### Rodina
20. října 1918 se oženil s Martou Moravcovou, původem z Vratislavic u Liberce. Jeho druhá žena byla pianistka Liiana Christová, dcera bulharského skladatele, původem ze Sofie. Z tohoto manželství vzešly dvě děti – syn a dcera. Po návratu z Berlína, v roce 1942, bydlel v Liberci, odkud byl v roce 1946 vysídlen do Brém. Jeho rodina jej v roce 1948 následovala a následně se s celou rodinou odstěhoval z Brém do Wuppertalu, kde 18. prosince 1972 zemřel.

### Dílo

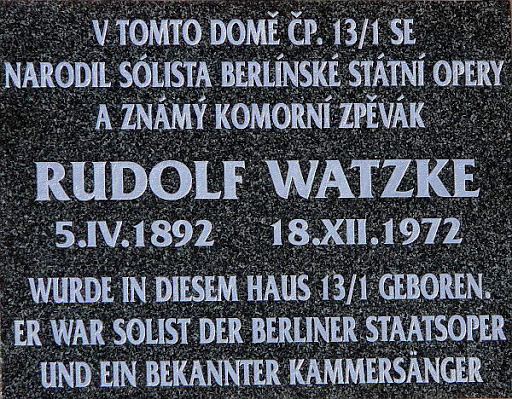
Pamětní deska na rodném domě Rudolfa Watzkeho

#### Alba[5]
- Písně z díla Ludviga van Beethovena Symfonie č. 9 „Chorál“. Toto album má 6 verzí.
- Písně z díla Ludviga van Beethovena a Wilhelma Furtwänglera. Symfonie č. 9 Londýn 1937.
- Písně z díla Ludviga van Beethovena a Wilhelma Furtwänglera. Symfonie č. 5 C Minor, Symfonie č. 9 „Chorál“. Toto album má dvě verze.
- Písně z díla Ludviga van Beethovena a Wilhelma Furtwänglera a Johannese Brahmse. Symfonie č. 9 „Chorál“, St. Antoni Variace. Toto album má dvě verze.
- Písně z díla Ludviga van Beethovena Symfonie č. 9 D-Moll. Toto album je nazpívané se symfonickým tělesem NDR-Chor.[6]

#### Singly
- Arie z opery Trubadúr 1928
- Arie z opery Toreador